# Послання до Євреїв

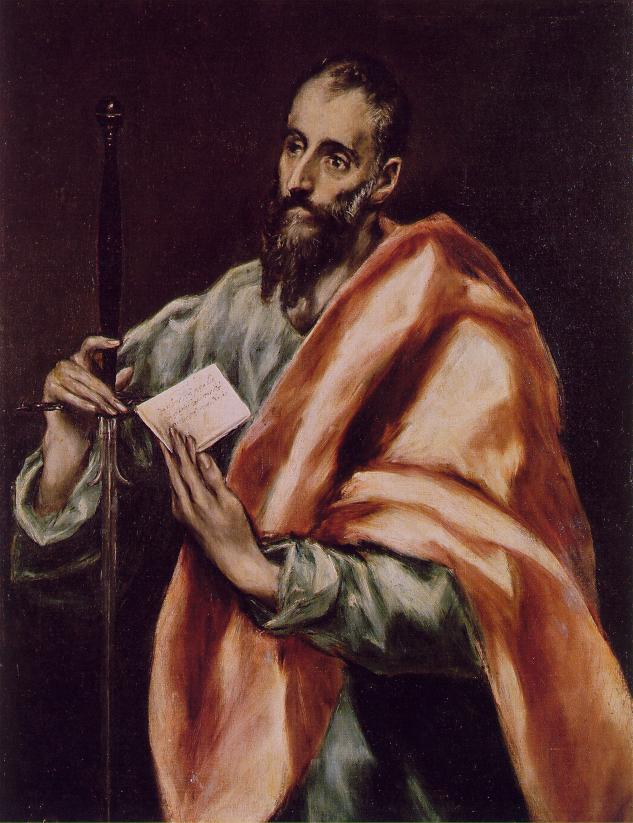
Апостол Павло (Ель Греко).

Послання до Євреїв — одна з книг Нового Заповіту, котра традиційно приписується апостолу Павлу.

## Авторство
На відміну від інших апостольських послань, Послання до Євреїв не називає у перших віршах автора та його адресата, що породило численні версії його походження. Традиційна версія передбачає авторство апостола Павла і датує послання 63 — 64 роком. На користь цієї версії говорять слова про звільнення, а також згадка учня апостола Павла Тимофія та італійських братів (Євр. 13:23-24). У 63-му році н. е. апостол Павло був звільнений з так званих перших римських уз і відпущений на свободу. Версії про авторство Павла дотримувався засновник александрійської богословської школи Пантен. У всякому разі, воно безумовно написане до 66 року, оскільки саме тоді в Юдеї спалахнула Юдейська війна, а Послання до Євреїв не містить про неї жодних згадок.
Багато дослідників ставлять під сумнів авторство Павла, вказуючи на стиль послання і прийоми викладу, що досить різко відрізняються від інших послань Павла. Послання до Євреїв нагадує скоріше богословський трактат, ніж лист. Мова послання більш гладка і видає знайомство автора з прийомами риторики. Ці особливості церковна традиція пояснює тим, що послання до Євреїв спочатку було написано єврейською мовою, а переклад його на грецьку належить перу Луки або Климента.
Деяким богословам видається можливим, що послання вийшло з ближнього оточення апостола і написане кимось з його учнів, обізнаним у богослов'ї, а власне Павлом додані лише заключні побажання і привітання. Тертуліан припускав, що це міг бути супутник Павла — Варнава, а Мартін Лютер вважав, що це міг бути олександрійський богослов Аполлос. Серед інших можливих авторів вказувалися супутник Павла — Сила та євангеліст Лука.

## Зміст листа, та його розділи
Євреї, які прийняли Христову віру, згодом, під натиском переслідувань і зовнішньої привабливості старозавітного культу, переживали моральну кризу. Нестійким у вірі загрожувало відступництво. Павло, щоб підтримати їх у вірі, написав це суто наукове послання, яке сам називає «слово попередження» (Євр. 13:22).Він застерігає від небезпеки віровідступництва і заохочує витривало зберігати віру Нового Завіту, що її встановив на місці старої — сам Ісус Христос
- Велич Христа (Євр. 1)
- Заклик стояти у вірі (Євр. 2:1-4)
- Втілення Христа і спокутування гріхів Його смертю (Євр. 2:5-18)
- Христос вище Мойсея (Євр. 3:1-7)
- Вірність і Витривалість, нове застереження проти відступництва (Євр. 3:8-19)
- Небо — обіцяна земля (Євр. 4)
- Христос — первосвященник за чином Мелхиседека (Євр. 5:1-10)
- Закиди, що їх знову треба учити (Євр. 5:11-14)
- Зрадники віри спасаються з трудом. Наслідки відступництва (Євр. 6:1-8)
- Приклад Авраама (Євр. 6:9-20)
- Христос — вічний священник. Перевага священства за чином Мелхиседековим над левитами (Євр. 7)
- Новий Завіт (Євр. 8)
- Про старозавітні жертвоприношення (Євр. 9:1-10)
- Досконалість жертви Ісуса Христа (Євр. 9:11-28)
- Жертва Христа скасовує необхідність старозавітних жертв (Євр. 10:1-18)
- Заклик до віри і терпіння (Євр. 10:19-39)
- Приклади істинної віри зі Старого Завіту (Євр. 11)
- Витривалість у напастях (Євр. 12:1-13)
- Заохота до чеснот. Ще одне застереження проти відступництва (Євр. 12:14-29)
- Християнські чесноти. Настанови про доброчесне життя (Євр. 13:1-19)
- Побажання та привітання (Євр. 13:20-25)